# Лун
Лун (монг.: Лунэ) — сомон аймаку Туве, Монголія. Територія 2,6 тис. км², населення 3,3 тис. Центр — селище Лун розташоване на відстані 140 км від м. Зуунмод та 135 км від Улан-Батора.

## Клімат
Клімат різкоконтинентальний. Середня температура січня −22,5 градуси, липня +17,5 градусів.

## Тваринний світ
Водяться козулі, лисиці, корсаки, вовки, манули.

## Соціальна сфера
Є школа, лікарня, торговельно-культурні центри.